# RK Krim
Rokometni klub Krim (RK Krim) är en damhandbollsklubb från Ljubljana i Slovenien, bildad 1984. Lagets hemmaarena är Arena Stožice.
RK Krim har varit i final i EHF Champions League fem gånger, varav två gånger har resulterat i slutseger.

## Meriter
Champions League-mästare två gånger: 2001 och 2003

## Spelartrupp 2023/24
| Nr | Land      | Pos | Namn              |
| -- | --------- | --- | ----------------- |
| 12 | Brasilien | MV  | Bárbara Arenhart  |
| 16 | Slovenien | MV  | Maja Vojnovič     |
| 75 | Slovenien | MV  | Dijana Đajić      |
| 3  | Slovenien | M6  | Manca Jurič       |
| 4  | Slovenien | H6  | Jovanka Radičević |
| 5  | Slovenien | V9  | Tjaša Stanko      |
| 7  | Frankrike | V9  | Allison Pineau    |
| 8  | Slovenien | V6  | Tamara Mavsar     |
| 9  | Slovenien | M9  | Nina Spreitzer    |
| 11 | Ryssland  | M9  | Darja Dmitrijeva  |

| Nr | Land              | Pos | Namn                  |
| -- | ----------------- | --- | --------------------- |
| 15 | Slovenien         | M6  | Valentina Klemenčič   |
| 17 | Slovenien         | V6  | Elena Erceg           |
| 18 | Slovenien         | M9  | Nina Zulic            |
| 20 | Slovenien         | H9  | Alja Varagic          |
| 23 | Kongo-Brazzaville | V9  | Betchaïdelle Ngombele |
| 25 | Slovenien         | H9  | Barbara Lazovic       |
| 34 | Montenegro        | M6  | Tatjana Brnović       |
| 66 | Polen             | V9  | Aleksandra Rosiak     |
| 88 | Slovenien         | V6  | Ema Abina             |
| 96 | Montenegro        | M9  | Itana Grbic           |

## Kända spelare i urval
- Gorica Aćimović (2011–2012)
- Ljudmila Bodnijeva (2003–2013)
- Luminiţa Dinu-Huţupan (2001–2002, 2003–2006)
- Andrea Farkas (2004–2005)
- Simona Gogârlă (1997–2001)
- Cecilie Leganger (2003–2004)
- Andrea Lekić (2007–2011)
- Katja Nyberg (2005–2006)
- Katalin Pálinger (2006–2007)
- Andrea Penezić (2010–2014)
- Allison Pineau (2014–2015)
- Linnea Torstenson (2012–2014)